# Bloop

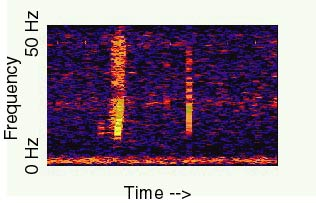
Espectrograma do Bloop; Fonte: NOAA

O Bloop é um som submarino de frequência ultrabaixa extremamente poderosa detectado pelo National Oceanic and Atmospheric Administration durante várias vezes no verão de 1997, e a sua origem continua sendo um mistério. O som nunca mais foi detectado.
Atualmente, atribui-se o fenômeno ao som gerado por icequakes.

## Análises
A localização de seu rastreamento foi de algo em torno de 50° S 100° W (América do Sul, costa sudoeste) por equipamentos da Marinha dos Estados Unidos originalmente instalado para detectar submarinos nucleares da União Soviética.
Uma afirmação frequente é que ele corresponda ao perfil de áudio de uma criatura viva. sendo que esta visão é maioritamente ocupada pelas pessoas da área da criptozoologia e não é popular entre os principais cientistas. Se o som veio de um animal, ele teria que ser várias vezes o tamanho do maior animal conhecido na Terra, a baleia-azul.
Teoricamente, o bloop poderia ser produzido por uma máquina. A frequência é possível, mas o volume seria mais difícil de produzir. Um submarino nuclear é uma hipótese possível: quando um submarino submerge ou ressurgir cumpre ou serve como lastro. O tempo de enchimento desses reatores pode durar entre 30 segundos a um minuto..
O som aumentava rapidamente na frequência durante cerca de um minuto e foi de amplitude suficiente para ser ouvida em vários sensores, a uma distância de mais de 5.000 km.
Há vários casos registrados de sons desconhecidos como o Bloop, e assim, o Bloop não é um fenômeno único.
Atualmente, estudos mostraram haver consistência entre o fenônemo bloop e o som gerado pelo quebramento de geleiras.